# Divicina
Divicina (2,6-diamino-4,5-diidroxipyrimidina) é um oxidante e uma base com propriedades alcaloides encontrada em fava (Vicia faba) e Lathyrus sativus. É uma aglicona da vicina. Um derivado comum é a forma diacetato (2,6-diamino-1,6-diidro-4,5-pirimidinediona).